# Copa Panamericana de Voleibol Femenino Sub-23 de 2018
La Copa Panamericana de Voleibol Femenino Sub-23 fue la IV edición del torneo que reúne a las mejores selecciones femeninas de voleibol categoría sub-23 de la Confederación de Norteamérica, Centroamérica y el Caribe de Voleibol (NORCECA) y de la Confederación Sudamericana de Voleibol (CSV). Se llevó a cabo del 14 al 19 de agosto de 2018 en la ciudad de Lima, capital del Perú.
El torneo fue organizado por la Federación Peruana de Voleibol (FPV) bajo la supervisión de la Unión Panamericana de Voleibol (UPV). A diferencia de ediciones anteriores esta vez no se entregaron cupos al campeonato mundial de la categoría debido a que este certamen dejó de ser un evento bienial para celebrarse cada cuatro años, por lo que el próximo Campeonato Mundial de Voleibol Femenino Sub-23 se realizará en el año 2021.[cita requerida]

## Organización

### País anfitrión y ciudad sede
| LimaLima, sede de la Copa Panamericana de Voleibol Femenino Sub-23 de 2018. | Lima                              |
| --------------------------------------------------------------------------- | --------------------------------- |
| LimaLima, sede de la Copa Panamericana de Voleibol Femenino Sub-23 de 2018. | Coliseo Niño Héroe Manuel Bonilla |
| LimaLima, sede de la Copa Panamericana de Voleibol Femenino Sub-23 de 2018. | Capacidad: 6000                   |
| LimaLima, sede de la Copa Panamericana de Voleibol Femenino Sub-23 de 2018. |                                   |

Desde finales del año 2015 la NORCECA, en su calendario de competencias para el año 2018, consignó al Perú como el país anfitrión de esta edición de la Copa Panamericana Femenina Sub-23. Perú recibió este torneo por cuarta ocasión consecutiva y hasta el momento es el único país en hacerlo ya que también albergó las primeras tres ediciones.
En un principio, la Federación Peruana de Voleibol tenía previsto que la ciudad sede sea San Vicente de Cañete, con el Coliseo Lolo Fernández como el escenario deportivo, pero inconvenientes ajenos a la organización impidieron que la competencia se lleve a cabo en esta ciudad. Ante esto la FPV designó a Lima como la nueva ciudad sede, de esta forma la capital peruana repitió lo hecho en la edición anterior cuando fue una de las sedes junto a San Vicente de Cañete.

#### Recinto
Todos los partidos se llevaron a cabo en el coliseo cubierto del Complejo Deportivo Niño Héroe Manuel Bonilla ubicado en el  Distrito de Miraflores.

### Formato de competición
El torneo se desarrolla dividido en dos etapas: fase preliminar y fase final.
En la fase preliminar las ocho selecciones participantes son reunidas en dos grupos. Cada equipo se enfrenta una vez contra los otros tres bajo el sistema de todos contra todos y son clasificados de acuerdo a los siguientes criterios, en orden de aparición:
- Número de partidos ganados y perdidos.
- Puntos obtenidos, los cuales son otorgados de la siguiente manera:
  - Partido con resultado final 3-0: 5 puntos al ganador y 0 puntos al perdedor.
  - Partido con resultado final 3-1: 4 puntos al ganador y 1 punto al perdedor.
  - Partido con resultado final 3-2: 3 puntos al ganador y 2 puntos al perdedor.
- Proporción entre los puntos ganados y los puntos perdidos (Puntos ratio).
- Proporción entre los sets ganados y los sets perdidos (Sets ratio).
- Si el empate persiste entre dos equipos, tendrá prioridad el ganador del partido entre los equipos implicados.
- Si el empate persiste entre tres o más equipos se elabora una nueva clasificación tomando en cuenta solo los resultados entre los equipos involucrados.

La fase final consiste en los cuartos de final, las semifinales, los partidos de clasificación del 8.° al 3.er puesto  y la final. Los ganadores de cada grupo avanzan a semifinales. Los equipos ubicados en el segundo y tercer puesto en la fase preliminar disputan los cuartos de final. Los partidos de los cuartos de final fueron establecidos de la siguiente manera:
- Cuartos de final 1: 2.°A v 3.°B
- Cuartos de final 2: 2.°B v 3.°A

Los ganadores de cuartos de final avanzan a semifinales. Los equipos perdedores de las semifinales pasan a disputar el partido por el 3.er y 4.° puesto mientras que los ganadores clasifican a la final, partido en el cual se define al campeón de torneo.

## Equipos participantes
Ocho selecciones confirmaron su participación en el torneo.
NORCECA (Confederación del Norte, Centroamérica y del Caribe):
- Costa Rica
- Cuba
- Guatemala
- México
- República Dominicana

CSV (Confederación Sudamericana de Voleibol):
- Chile
- Colombia
- Perú (local)

## Calendario
El calendario de la competencia fue presentado el 4 de agosto de 2018.
| Fase            | Jornada                       | Fecha                |
| --------------- | ----------------------------- | -------------------- |
| Fase preliminar | Jornada 1                     | 14 de agosto de 2018 |
| Fase preliminar | Jornada 2                     | 15 de agosto de 2018 |
| Fase preliminar | Jornada 3                     | 16 de agosto de 2018 |
| Fase final      | Cuartos de final              | 17 de agosto de 2018 |
| Fase final      | Semifinales                   | 18 de agosto de 2018 |
| Fase final      | Definición de puestos y Final | 19 de agosto de 2018 |

## Grupos
| Grupo A   | Grupo B              |
| --------- | -------------------- |
| Perú      | Colombia             |
| Chile     | Costa Rica           |
| Cuba      | México               |
| Guatemala | República Dominicana |

## Resultados
- Las horas indicadas corresponden al huso horario local del Perú (Tiempo del Perú – PET): UTC-5.
- Sede: Coliseo Niño Héroe Manuel Bonilla, Miraflores

### Fase de grupos
– Clasificados a las semifinales
     – Clasificados a los cuartos de final.
     – Pasan a disputar los Semifinales 5.º al 8.º puesto.

#### Grupo A
| Pos. | Equipo    | Partidos | Partidos | Partidos | Pts. | Sets | Sets | Sets  | Puntos | Puntos | Puntos |
| Pos. | Equipo    | PJ       | PG       | PP       | Pts. | SG   | SP   | Ratio | PG     | PP     | Ratio  |
| ---- | --------- | -------- | -------- | -------- | ---- | ---- | ---- | ----- | ------ | ------ | ------ |
| 1    | Perú      | 3        | 3        | 0        | 14   | 9    | 1    | 9.000 | 248    | 197    | 1.258  |
| 2    | Cuba      | 3        | 2        | 0        | 11   | 7    | 3    | 2.333 | 242    | 185    | 1.308  |
| 3    | Chile     | 3        | 1        | 2        | 5    | 3    | 6    | 0.500 | 183    | 191    | 0.958  |
| 4    | Guatemala | 3        | 0        | 3        | 0    | 0    | 9    | 0.000 | 125    | 225    | 0.555  |

| Fecha        | Hora  | Equipo 1 | Res.  | Equipo 2  | Set 1 | Set 2 | Set 3 | Set 4 | Set 5 | Total   | Reporte |
| ------------ | ----- | -------- | ----- | --------- | ----- | ----- | ----- | ----- | ----- | ------- | ------- |
| 14 de agosto | 15:00 | Cuba     | 3 – 0 | Guatemala | 25-19 | 25-9  | 25-15 |       |       | 75 – 43 | P2 P3   |
| 14 de agosto | 19:00 | Perú     | 3 – 0 | Chile     | 25-23 | 25-21 | 25-20 |       |       | 75 – 64 | P2 P3   |
| 15 de agosto | 15:00 | Chile    | 0 – 3 | Cuba      | 20-25 | 12-25 | 12-25 |       |       | 44 – 75 | P2 P3   |
| 15 de agosto | 19:00 | Perú     | 3 – 0 | Guatemala | 25-17 | 25-11 | 25-13 |       |       | 75 – 41 | P2 P3   |
| 16 de agosto | 13:00 | Chile    | 3 – 0 | Guatemala | 25-14 | 25-8  | 25-19 |       |       | 75 – 41 | P2 P3   |
| 16 de agosto | 19:00 | Perú     | 3 – 1 | Cuba      | 25-22 | 21-25 | 25-20 | 27-25 |       | 98 – 92 | P2 P3   |

#### Grupo B
| Pos. | Equipo               | Partidos | Partidos | Partidos | Pts. | Sets | Sets | Sets  | Puntos | Puntos | Puntos |
| Pos. | Equipo               | PJ       | PG       | PP       | Pts. | SG   | SP   | Ratio | PG     | PP     | Ratio  |
| ---- | -------------------- | -------- | -------- | -------- | ---- | ---- | ---- | ----- | ------ | ------ | ------ |
| 1    | República Dominicana | 3        | 3        | 0        | 15   | 9    | 0    | MAX   | 225    | 144    | 1.562  |
| 2    | México               | 3        | 2        | 1        | 8    | 6    | 5    | 1.200 | 240    | 209    | 1.142  |
| 3    | Colombia             | 3        | 1        | 2        | 7    | 5    | 6    | 0.833 | 209    | 238    | 0.878  |
| 4    | Costa Rica           | 3        | 0        | 3        | 0    | 0    | 9    | 0.000 | 144    | 227    | 0.634  |

| Fecha        | Hora  | Equipo 1             | Res.  | Equipo 2             | Set 1 | Set 2 | Set 3 | Set 4 | Set 5 | Total    | Reporte |
| ------------ | ----- | -------------------- | ----- | -------------------- | ----- | ----- | ----- | ----- | ----- | -------- | ------- |
| 14 de agosto | 13:00 | República Dominicana | 3 – 0 | Costa Rica           | 25-16 | 25-15 | 25-11 |       |       | 75 – 42  | P2 P3   |
| 14 de agosto | 17:00 | México               | 3 – 2 | Colombia             | 23-25 | 25-14 | 16-25 | 25-18 | 15-9  | 104 – 91 | P2 P3   |
| 15 de agosto | 13:00 | Colombia             | 3 – 0 | Costa Rica           | 25-17 | 27-25 | 25-17 |       |       | 77 – 59  | P2 P3   |
| 15 de agosto | 17:00 | República Dominicana | 3 – 0 | México               | 25-22 | 25-18 | 25-21 |       |       | 75 – 61  | P2 P3   |
| 16 de agosto | 15:00 | Costa Rica           | 0 – 3 | México               | 17-25 | 13-25 | 13-25 |       |       | 43 – 75  | P2 P3   |
| 16 de agosto | 17:00 | Colombia             | 0 – 3 | República Dominicana | 13-25 | 13-25 | 15-25 |       |       | 41 – 75  | P2 P3   |

### Fase final

#### Clasificación 5.º al 8.º puesto
|  | Semifinales 5.º al 8.º puesto | Semifinales 5.º al 8.º puesto | Semifinales 5.º al 8.º puesto |          |    | Partido 5.º y 6.º puesto | Partido 5.º y 6.º puesto | Partido 5.º y 6.º puesto |  |
|  |                               |                               |                               |          |    |                          |                          |                          |  |
|  |                               |                               |                               |          |    |                          |                          |                          |  |
|  | 4B                            | Costa Rica                    | 0                             |          |    |                          |                          |                          |  |
|  | 4B                            | Costa Rica                    | 0                             |          |    |                          |                          |                          |  |
|  | 3A                            | Chile                         | 3                             |          |    |                          |                          |                          |  |
|  | 3A                            | Chile                         | 3                             |          | 3A | Chile                    | 0                        |                          |  |
|  |                               |                               |                               |          | 3A | Chile                    | 0                        |                          |  |
|  |                               |                               | 3B                            | Colombia | 3  |                          |                          |                          |  |
|  | 4A                            | Guatemala                     | 3B                            | Colombia | 3  | 0                        |                          |                          |  |
|  | 4A                            | Guatemala                     |                               |          |    | 0                        |                          |                          |  |
|  | 3B                            | Colombia                      | 3                             |          |    | Partido 7.º y 8.º puesto | Partido 7.º y 8.º puesto | Partido 7.º y 8.º puesto |  |
|  | 3B                            | Colombia                      | 3                             |          |    | Partido 7.º y 8.º puesto | Partido 7.º y 8.º puesto | Partido 7.º y 8.º puesto |  |
|  |                               |                               |                               |          |    |                          |                          |                          |  |
|  |                               |                               |                               |          |    | 4B                       | Costa Rica               | 2                        |  |
|  |                               |                               |                               |          |    | 4B                       | Costa Rica               | 2                        |  |
|  |                               |                               |                               |          |    | 4A                       | Guatemala                | 3                        |  |
|  |                               |                               |                               |          |    | 4A                       | Guatemala                | 3                        |  |
|  |                               |                               |                               |          |    |                          |                          |                          |  |

##### Semifinales 5.º al 8.º puesto
| Fecha        | Hora  | Equipo 1   | Res.  | Equipo 2 | Set 1 | Set 2 | Set 3 | Set 4 | Set 5 | Total   | Reporte |
| ------------ | ----- | ---------- | ----- | -------- | ----- | ----- | ----- | ----- | ----- | ------- | ------- |
| 18 de agosto | 12:00 | Costa Rica | 0 – 3 | Chile    | 12-25 | 22-25 | 12-25 |       |       | 46 – 75 | P2 P3   |
| 18 de agosto | 14:00 | Guatemala  | 0 – 3 | Colombia | 14-25 | 13-25 | 13-25 |       |       | 40 – 75 | P2 P3   |

##### Partido por el 7.º y 8.º puesto
| Fecha        | Hora  | Equipo 1   | Res.  | Equipo 2  | Set 1 | Set 2 | Set 3 | Set 4 | Set 5 | Total     | Reporte |
| ------------ | ----- | ---------- | ----- | --------- | ----- | ----- | ----- | ----- | ----- | --------- | ------- |
| 19 de agosto | 12:00 | Costa Rica | 2 – 3 | Guatemala | 25-20 | 25-20 | 25-27 | 18-25 | 9-15  | 102 – 107 | P2 P3   |

##### Partido por el 5.º y 6.º puesto
| Fecha        | Hora  | Equipo 1 | Res.  | Equipo 2 | Set 1 | Set 2 | Set 3 | Set 4 | Set 5 | Total   | Reporte |
| ------------ | ----- | -------- | ----- | -------- | ----- | ----- | ----- | ----- | ----- | ------- | ------- |
| 19 de agosto | 14:00 | Chile    | 0 – 3 | Colombia | 17-25 | 21-25 | 13-25 |       |       | 51 – 75 | P2 P3   |

#### Clasificación 1.° al 4.° lugar
Los equipos perdedores en los cuartos de final pasan a disputar la clasificación del 5.º al 8.º puesto.
|  | Cuartos de final | Cuartos de final | Cuartos de final |        |   | Semifinales | Semifinales               | Semifinales               |                           |      | Final           | Final  | Final |  |
|  |                  |                  |                  |        |   |             |                           |                           |                           |      |                 |        |       |  |
|  |                  |                  |                  |        |   |             |                           |                           |                           |      |                 |        |       |  |
|  |                  |                  |                  |        |   |             |                           |                           |                           |      |                 |        |       |  |
|  |                  |                  |                  |        |   |             |                           |                           |                           |      |                 |        |       |  |
|  |                  |                  |                  |        |   |             |                           |                           |                           |      |                 |        |       |  |
|  |                  | 1B               | Rep. Dominicana  | 3      |   |             |                           |                           |                           |      |                 |        |       |  |
|  |                  |                  |                  | 3      |   |             |                           |                           |                           |      |                 |        |       |  |
|  |                  |                  | 2A               | Cuba   | 1 |             |                           |                           |                           |      |                 |        |       |  |
|  | 2A               | Cuba             | 2A               | Cuba   | 1 | 3           |                           |                           |                           |      |                 |        |       |  |
|  | 2A               | Cuba             |                  |        |   |             |                           |                           |                           |      |                 |        |       |  |
|  | 3B               | Colombia         | 0                |        |   |             |                           |                           |                           |      |                 |        |       |  |
|  | 3B               | Colombia         | 0                |        |   |             |                           |                           |                           | 1B   | Rep. Dominicana | 3      |       |  |
|  |                  |                  |                  |        |   |             |                           |                           |                           | 1B   | Rep. Dominicana | 3      |       |  |
|  |                  |                  | 1A               | Perú   | 0 |             |                           |                           |                           |      |                 |        |       |  |
|  |                  |                  | 1A               | Perú   | 0 |             |                           |                           |                           |      |                 |        |       |  |
|  |                  |                  |                  |        |   |             |                           |                           |                           |      |                 |        |       |  |
|  |                  |                  |                  |        |   |             |                           |                           |                           |      |                 |        |       |  |
|  |                  | 1A               | Perú             | 3      |   |             | Partido 3.er y 4.º puesto | Partido 3.er y 4.º puesto | Partido 3.er y 4.º puesto |      |                 |        |       |  |
|  |                  |                  |                  | 3      |   |             | Partido 3.er y 4.º puesto | Partido 3.er y 4.º puesto | Partido 3.er y 4.º puesto |      |                 |        |       |  |
|  |                  |                  | 2B               | México | 0 |             |                           |                           |                           |      |                 |        |       |  |
|  | 2B               | México           | 2B               | México | 0 | 3           |                           |                           | 2A                        | Cuba | 3               |        |       |  |
|  | 2B               | México           |                  |        |   |             |                           |                           | 2A                        | Cuba | 3               |        |       |  |
|  | 3A               | Chile            | 0                |        |   |             |                           |                           |                           |      | 2B              | México | 1     |  |
|  | 3A               | Chile            | 0                |        |   |             |                           |                           |                           |      | 2B              | México | 1     |  |
|  |                  |                  |                  |        |   |             |                           |                           |                           |      |                 |        |       |  |

##### Cuartos de final
| Fecha        | Hora  | Equipo 1 | Res.  | Equipo 2 | Set 1 | Set 2 | Set 3 | Set 4 | Set 5 | Total    | Reporte |
| ------------ | ----- | -------- | ----- | -------- | ----- | ----- | ----- | ----- | ----- | -------- | ------- |
| 17 de agosto | 17:00 | México   | 3 – 2 | Chile    | 22-25 | 25-16 | 25-23 | 23-25 | 15-9  | 110 – 98 | P2 P3   |
| 17 de agosto | 19:00 | Cuba     | 3 – 0 | Colombia | 25-13 | 25-18 | 25-15 |       |       | 75 – 46  | P2 P3   |

##### Semifinales
| Fecha        | Hora  | Equipo 1             | Res.  | Equipo 2 | Set 1 | Set 2 | Set 3 | Set 4 | Set 5 | Total   | Reporte |
| ------------ | ----- | -------------------- | ----- | -------- | ----- | ----- | ----- | ----- | ----- | ------- | ------- |
| 18 de agosto | 16:00 | República Dominicana | 3 – 1 | Cuba     | 22-25 | 25-16 | 25-13 | 25-21 |       | 97 – 75 | P2 P3   |
| 18 de agosto | 18:00 | Perú                 | 3 – 0 | México   | 25-18 | 25-17 | 25-15 |       |       | 75 – 50 | P2 P3   |

##### Partido por el3.ery 4.º puesto
| Fecha        | Hora  | Equipo 1 | Res.  | Equipo 2 | Set 1 | Set 2 | Set 3 | Set 4 | Set 5 | Total    | Reporte |
| ------------ | ----- | -------- | ----- | -------- | ----- | ----- | ----- | ----- | ----- | -------- | ------- |
| 19 de agosto | 16:00 | Cuba     | 3 – 1 | México   | 25-15 | 25-23 | 22-25 | 28-26 |       | 100 – 89 | P2 P3   |

##### Final
| Fecha        | Hora  | Equipo 1             | Res.  | Equipo 2 | Set 1 | Set 2 | Set 3 | Set 4 | Set 5 | Total   | Reporte |
| ------------ | ----- | -------------------- | ----- | -------- | ----- | ----- | ----- | ----- | ----- | ------- | ------- |
| 19 de agosto | 18:00 | República Dominicana | 3 – 0 | Perú     | 25-10 | 25-17 | 25-18 |       |       | 75 – 45 | P2 P3   |

## Clasificación general
| Pos.              | Equipo               |
| ----------------- | -------------------- |
| Medalla de oro    | República Dominicana |
| Medalla de plata  | Perú                 |
| Medalla de bronce | Cuba                 |
| 4                 | México               |
| 5                 | Colombia             |
| 6                 | Chile                |
| 7                 | Guatemala            |
| 8                 | Costa Rica           |

| República Dominicana Campeón 4º título |

## Distinciones individuales
Al culminar la competición la organización del torneo entregó los siguientes premios individuales:
- Jugadora más valiosa (MVP) y mejor opuesta

 Gaila Gonzáles
- Mejor anotadora

 Uxue Guereca
- Mejor armadora

 Shiamara Almeida
- Mejores atacantes

 Vielka Peralta (primera)
 Brenda Lobaton (segunda)
- Mejores centrales

 Jineiry Martínez (primera)
 Valerin Carabalí (segunda)
- Mejor defensa y mejor líbero

 Esmeralda Sánchez
- Mejor recepción

 Brenda Lobatón